# Hypogymnia heterophylla
Hypogymnia heterophylla är en lavart som beskrevs av L. H. Pike. Hypogymnia heterophylla ingår i släktet Hypogymnia och familjen Parmeliaceae.   Inga underarter finns listade i Catalogue of Life.